# Хандлирш, Антон

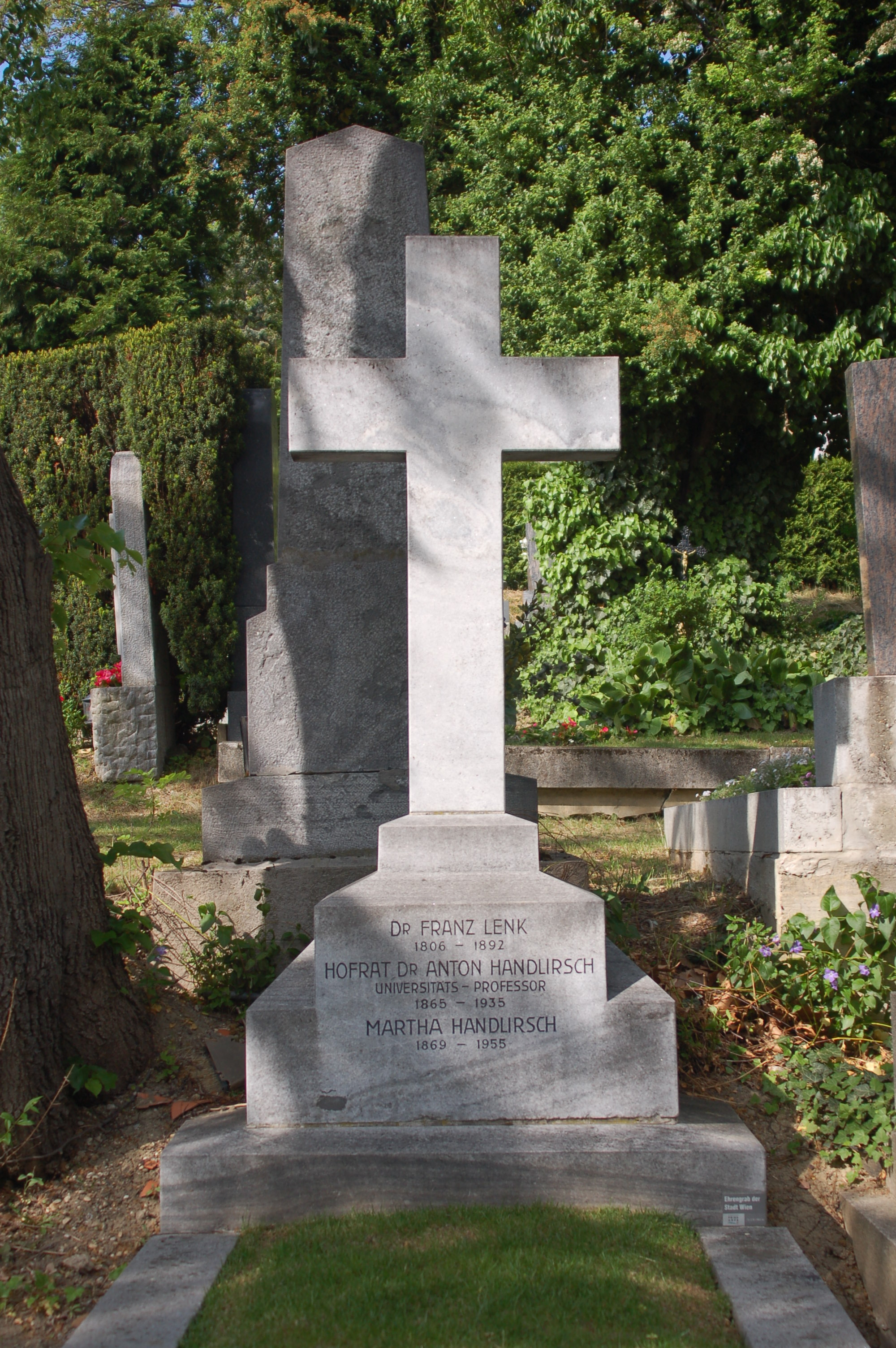
Могила Хандлирша на кладбище Dornbacher Friedhof в Вене.

Антон Хандлирш (20 января 1865 — 28 августа 1935) — австрийский энтомолог, палеоэнтомолог, гименоптеролог.

## Биография
Родился 20 января 1865 года в Вене. Родители: Peter Handlir (1831—1873) и Rosina Kaufmann (1841—1917).
Изучал в Венском университете естественные науки, в 1889 г. назначен ассистентом, а затем хранителем энтомологического отдела Венского естественно-исторического музея. С 1893 г. состоял редактором изданий Австрийского зоологическо-ботанического общества. X. путешествовал с научной целью по Испании, южной Франции, Алжиру и др. X. сначала изучал морфологию и биологию перепончатокрылых насекомых, а впоследствии исключительно занялся изучением систематики и морфологии полужесткокрылых насекомых и в настоящее время считается выдающимся знатоком этого отряда. Из более важных работ X. назовем следующие: «Monographie der mit Nysson und Bembex verwandten Grabwespen» (В., 1887—1895); «Die Hummelsammlung des K. K. naturhistorischen Hofmuseums» (1888); «Die Bienengattung Nomioides» (1888); «Hummelstudien» (1891); «Monographie der Phymatiden» (1898); «Zur Kenntnis der Stridulationsorgane bei Rhynchoten» (1900).
В 1920—1929 он был президентом Зоологического и Ботанического общества в Вене (Zoologisch-Botanischen Gesellschaft in Wien). С 1922 года — действительный член Австрийской академии наук. В 1923 году получил звание почетного доктора факультета искусств в Граце. В 1931 году он стал доцентом в Университете Вены.
В 1892 году женился на Martha Allounek (1869—1955), у них было двое детей: Franz (1893—1953) и Martha (1894—1977).
Умер 28 августа 1935 года в Вене.

## Основные труды
- Handlirsch, A. 1887—1895: Monographie der mit Nysson und Bembex verwandten Grabwespen. Sitzungsber. Akad. Wiss. Wien. 1887, vol. 95, p. 246—421. 1888, vol. 96, p. 219—311. 1889, vol. 97, p. 316—565. 1890, vol. 98, p. 440—517. 1891, vol. 99, p. 77-166. 1892, vol. 101, p. 25-181. 1893, vol. 102, p. 657—942. 1895, vol. 104, p. 801—1079.
- Handlirsch, A. 1897: Monographie der Phymatiden. In: Ann. naturhist. Hofmuseums Wien, 12, 127—230.
- Handlirsch, A. 1906—1908: Die fossilen Insekten und die Phylogenie der rezenten Formen. Verlag Wilhelm Engelmann, 1430 S., Leipzig, Germany.
- Handlirsch, A. 1926: Allgemeine Einleitung in die Naturgeschichte der Gliederfüßer. In: W. Kükenthal (Hrsg.): Handbuch der Zoologie, vol. 3, pp. 211—276.
- Handlirsch, A. 1926: Allgemeine Einleitung in die Naturgeschichte der Insecta. In: W. Kükenthal (Hrsg.): Handbuch der Zoologie, vol. 4, p. 403—592.
- Handlirsch, A. 1937: Neue Untersuchungen über die fossilen Insekten mit Ergänzungen und Nachträgen sowie Ausblicken auf pylogenetische, palaeogeographische und allgemein biologische Probleme. In: Annalen des Naturhistorischen Museums in Wien, 48, p. 1—140. (PDF)
- Handlirsch, A. 1938: Neue Untersuchungen über die fossilen Insekten mit Ergänzungen und Nachträgen sowie Ausblicken auf phylogenetische, palaeogeographische und allgemein biologische Probleme. II. Teil. Die Insekten der Trias. In: Annalen des Naturhistorischen Museums in Wien, 49, p. 1—240. (PDF)